# Хіва
Хіва — місто в Хорезмській області Узбекистану.

## Історія
Хіва — в давнину — Хорасмія, пізніше відома як Хварезмі (Khwarezmia)  — Хорезм, в минулому велике ханство на заході Центральної Азії, на південь від Аральського моря. В наш час[коли?] це територія Узбекистану та Туркменістану. Хіва не була спочатку столицею Хорезму. Історики кажуть, що в 1598 році, Амудар'я (велика річка, витоки якої знаходяться на Памірі, 2495 м на висоті) відступила від колишньої столиці Ургенч (в минулому Гургандж). Амудар'я, протікаючи територією ханства, впадала в Каспійське море по старому руслу, відомому як Узбой забезпечуючи жителів водою, а також забезпечуючи водний шлях до Європи. Протягом століть річка радикально змінювала своє русло кілька разів. Останній поворот Амудар'ї в кінці XVI століття знищив Гургандж.
На відстані 150 км від сучасної Хіви, недалеко від населеного пункту Кьонеургенч (територія Туркменістану), що означає «старий Ургенч» знаходяться руїни древньої столиці. Хорезм не раз давав відсіч таким знаменитим супротивникам як Олександр Македонський, а в 680 арабам Кутейб ібн-Муслім. Вони атакували Гургандж, але не могли повністю підпорядкувати собі ханство. Тільки об'єднаним арміям Чингісхана вдалося отримати перемогу. Після піврічної облоги вони зруйнували дамби, і Амудар'я затопила Гургандж. Місто було стерто з лиця землі, 100 000 жителів убито, і для кожного вояка дісталося по 24 бранця.
Тільки через 200 років столиця Хорезму була знову відбудована. П'ять разів Тамерлан здійснював набіги на Хорезм, але лише в 1388 році йому вдалося повністю завоювати його. Коли столицю перенесли на нове місце, це був, поза сумнівом, один з найгірших періодів історії Хорезму. Але з часом ханство розквітло знову, і в короткий період Хіва стала духовним центром Ісламського світу.
У 1598 році Хіва стала головним містом Хівінського ханства, це було маленьке укріплене містечко з тисячолітньою історією. Легенда про його походження оповідає, що місто виросло навколо колодязя Хейвак, вода з якого мала дивний смак, а колодязь було викопано за наказом Сима, сина біблійного Ноя. В Ічан-Кала (внутрішнє місто Хіви) і сьогодні можна побачити цей колодязь.
Російський цар Павло І спробував захопити Хіву, однак його спроба завершилася невдачею. Наступний російський цар Олександр І дав місту спокій, однак його наступники Олександр ІІ та Олександр III знову поновили спроби заволодіти містом.
Під час російського завоювання Центральної Азії в 1873 році російські війська на чолі з генералом Костянтином фон Кауфманом штурмували місто, яке впало 28 травня 1873 року. Після падіння міста Російська імперія фактично контролювала ханство, але при цьому дозволила Хіві залишитися номінально квазінезалежним протекторатом.
У 1919 році частини Червоної Армії забрали владу у останнього Хівінського хана. У 1920 році Хіва стала столицею Хорезмської Народної Радянської Республіки, а в 1924 році землі Хорезмської оази увійшли до складу Узбецької і Туркменської РСР, які стали незалежними в 1991 році.

## Науковий центр
У IX—XII століттях, крім безлічі ісламських навчальних закладів, у Хорезмі успішно діяли великі центри науки: астрономії, математики, медицини хімії тощо. «Будинком мудрості» фактично академією наук, яку створив у Багдаді тодішній правитель Аль-Мамун, керував виходець з Хорезму Мухаммад-аль-Хорезмі. Вже в IX столітті його фундаментальні праці з математики, географії, геодезії були відомі в Європі і не втратили свого значення до наших днів. Величезну наукову спадщину залишили аль-Беруні, Агахі, Наджміддін Кубра та інші вчені й богослови, чиї імена також пов'язані з Хорезмом.

## Світлини

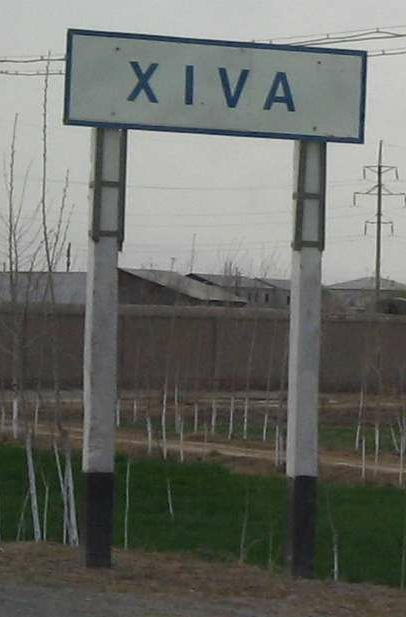
Знак на в'їзді до міста
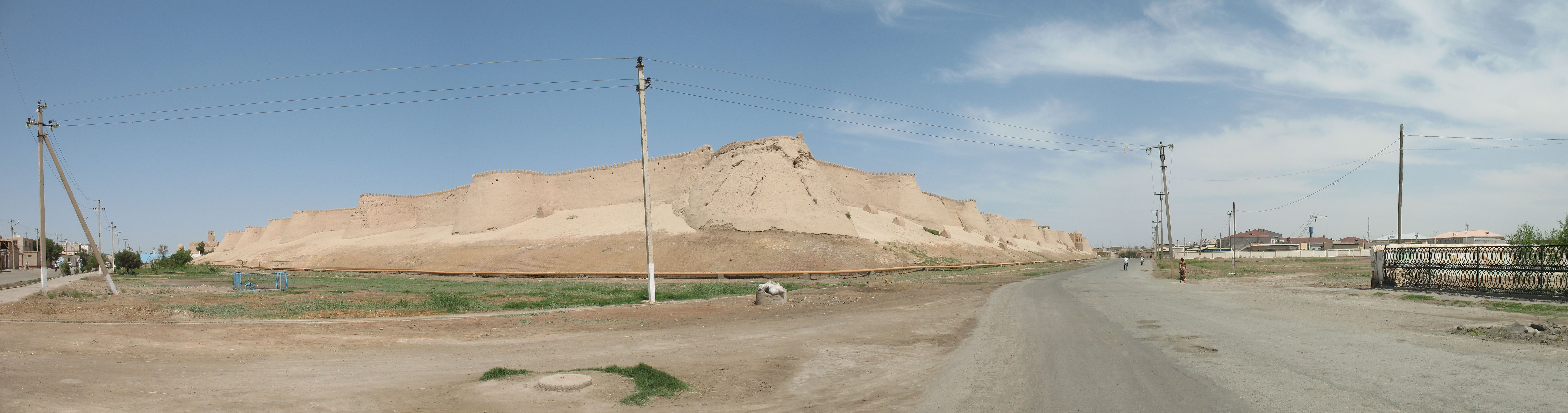
Міська стіна
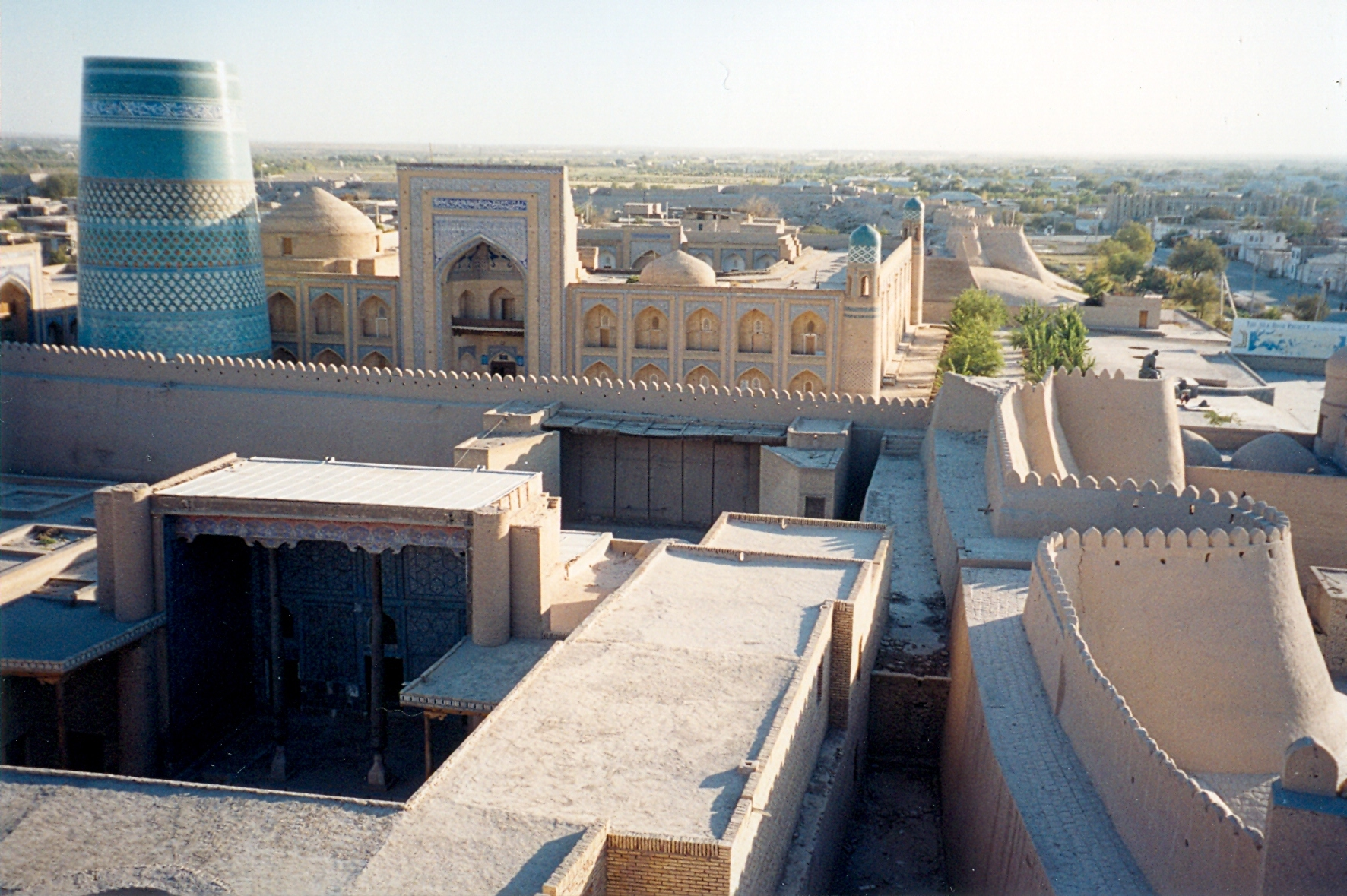
Міська стіна
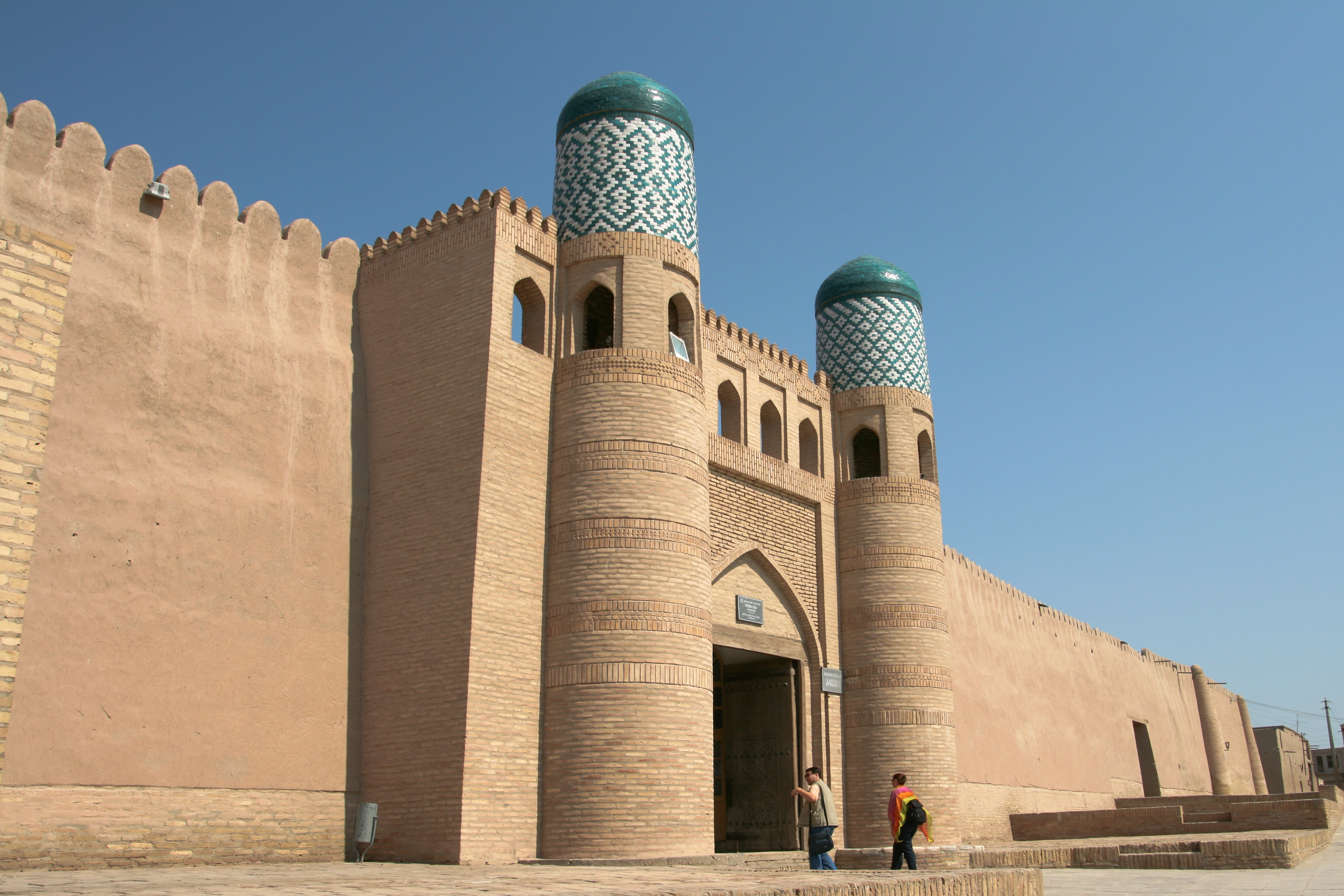
Міська стіна. Ворота
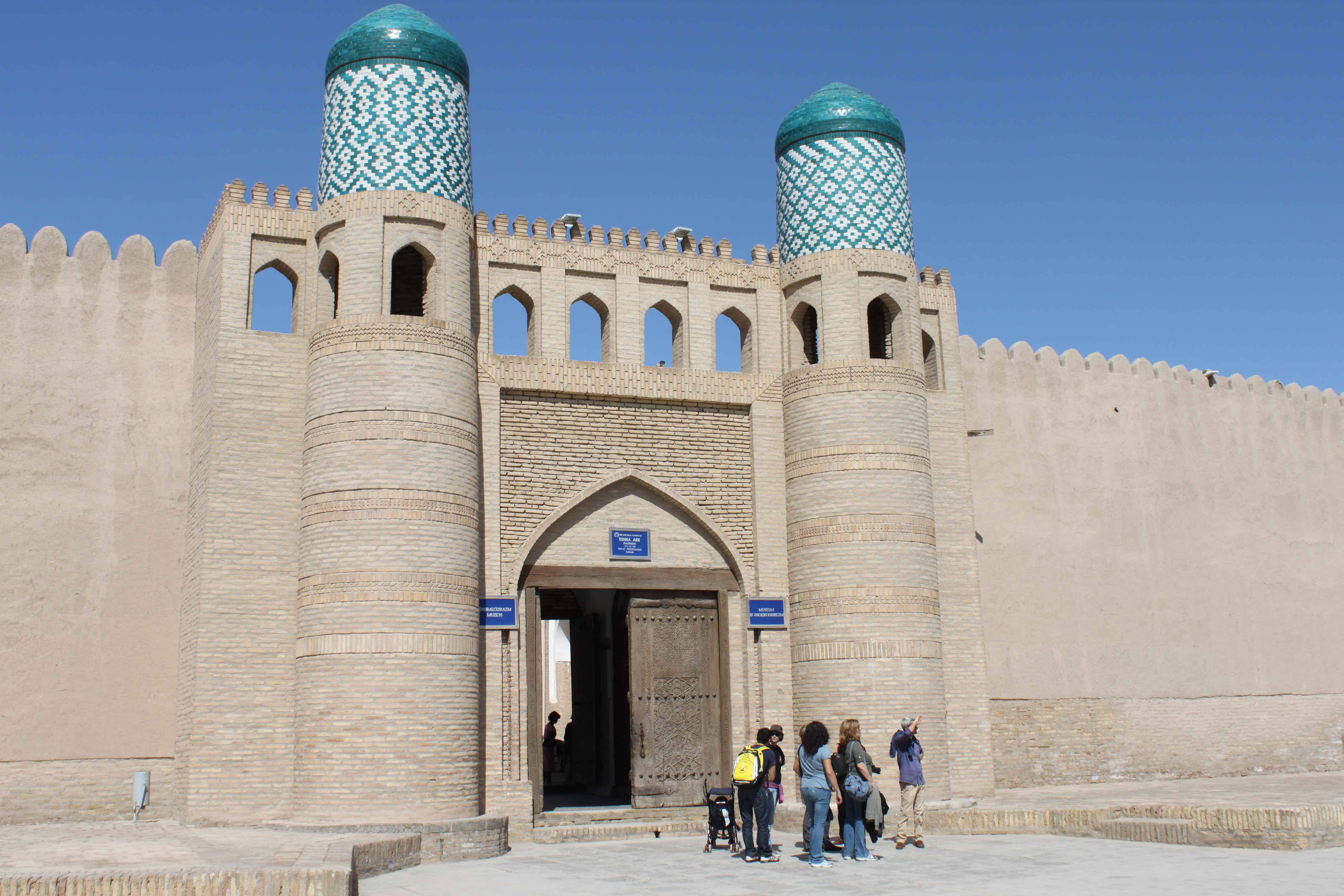
Міська стіна. Ворота
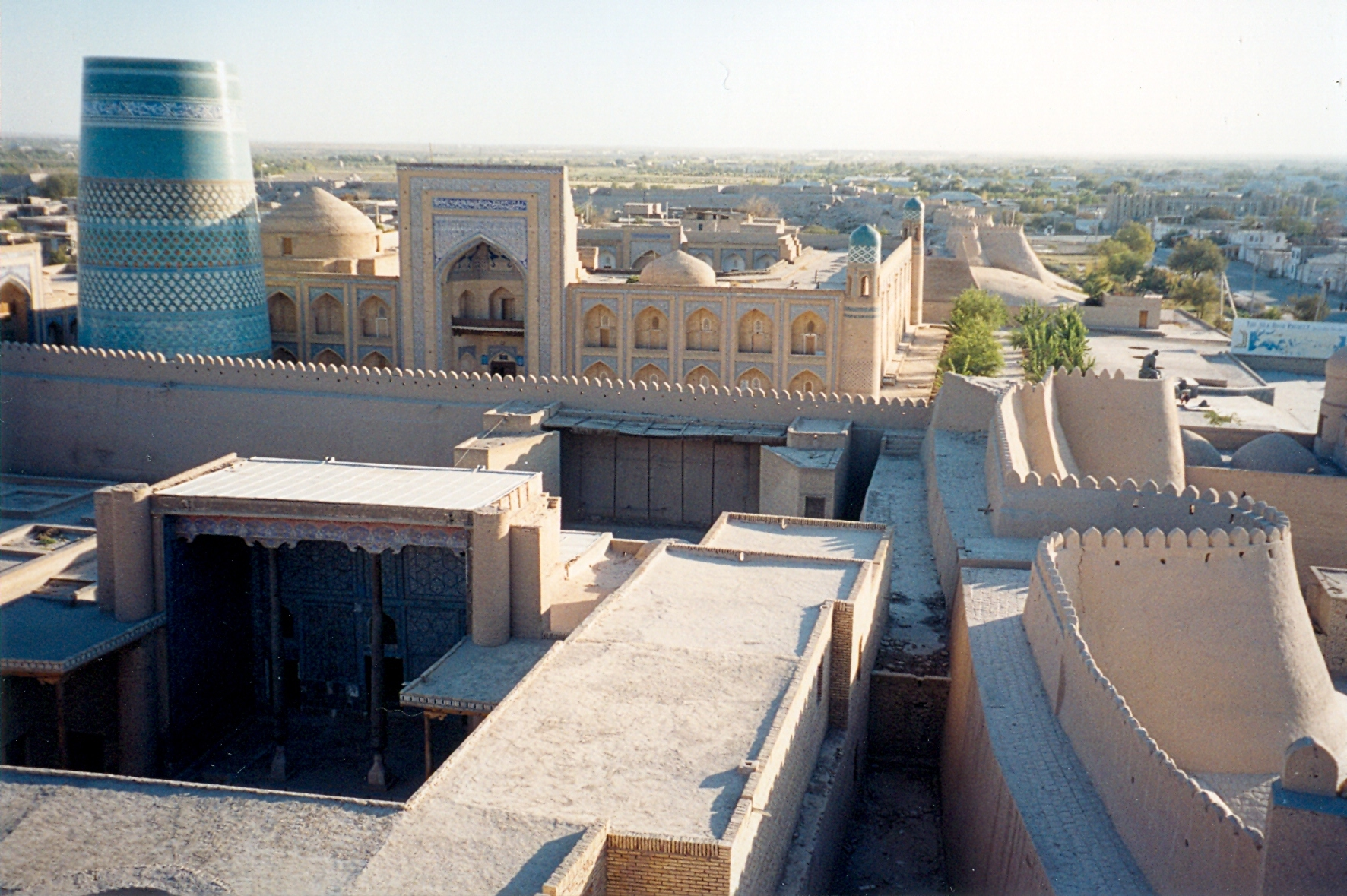
Оборонна стіна в Хіві
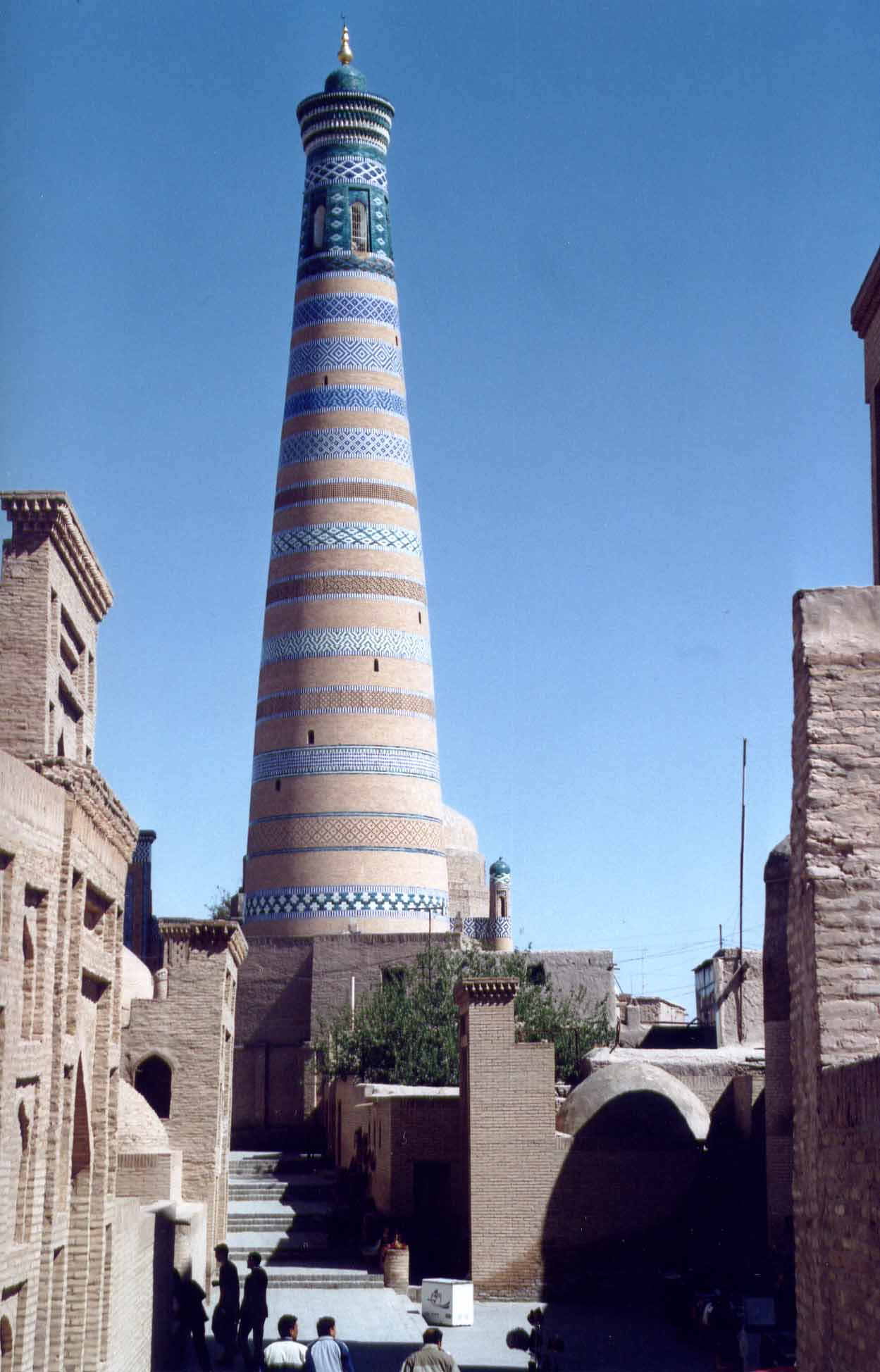
Мінарет Ходжі
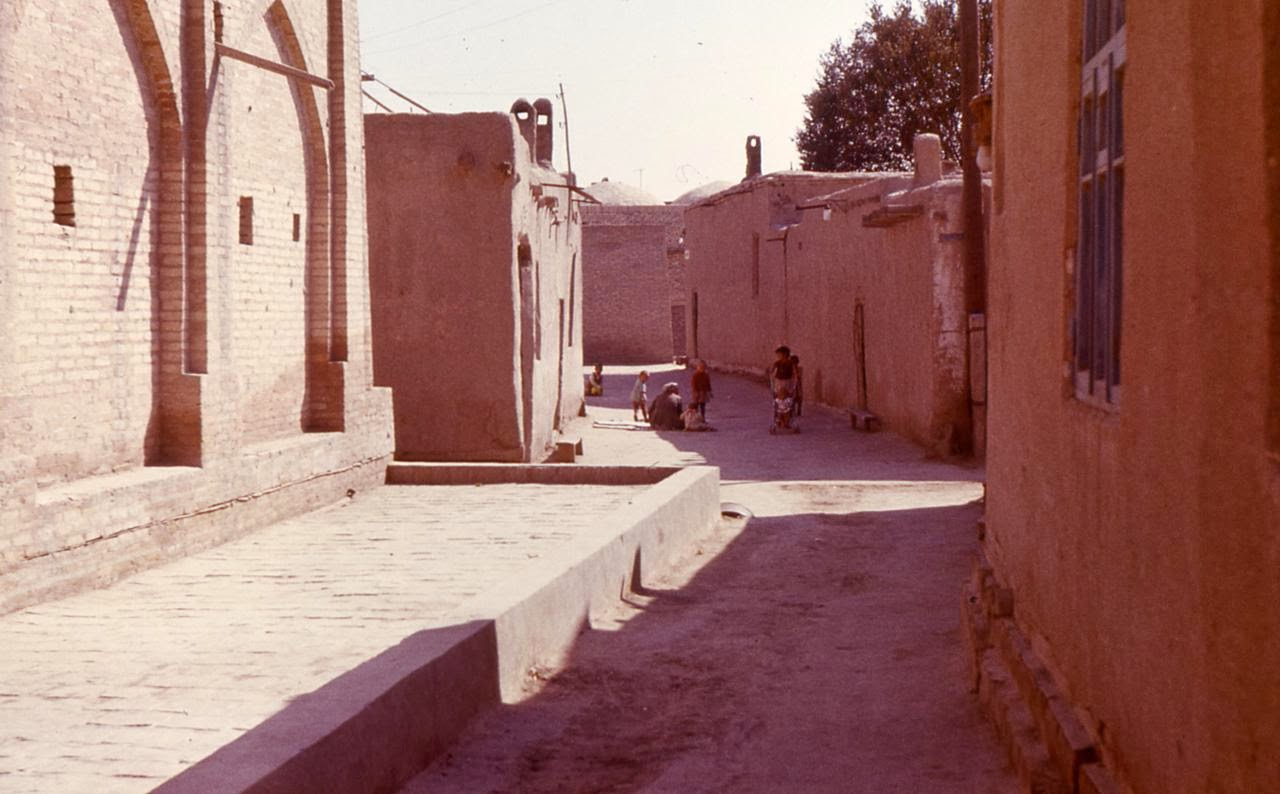
Хива, улица в старом городе
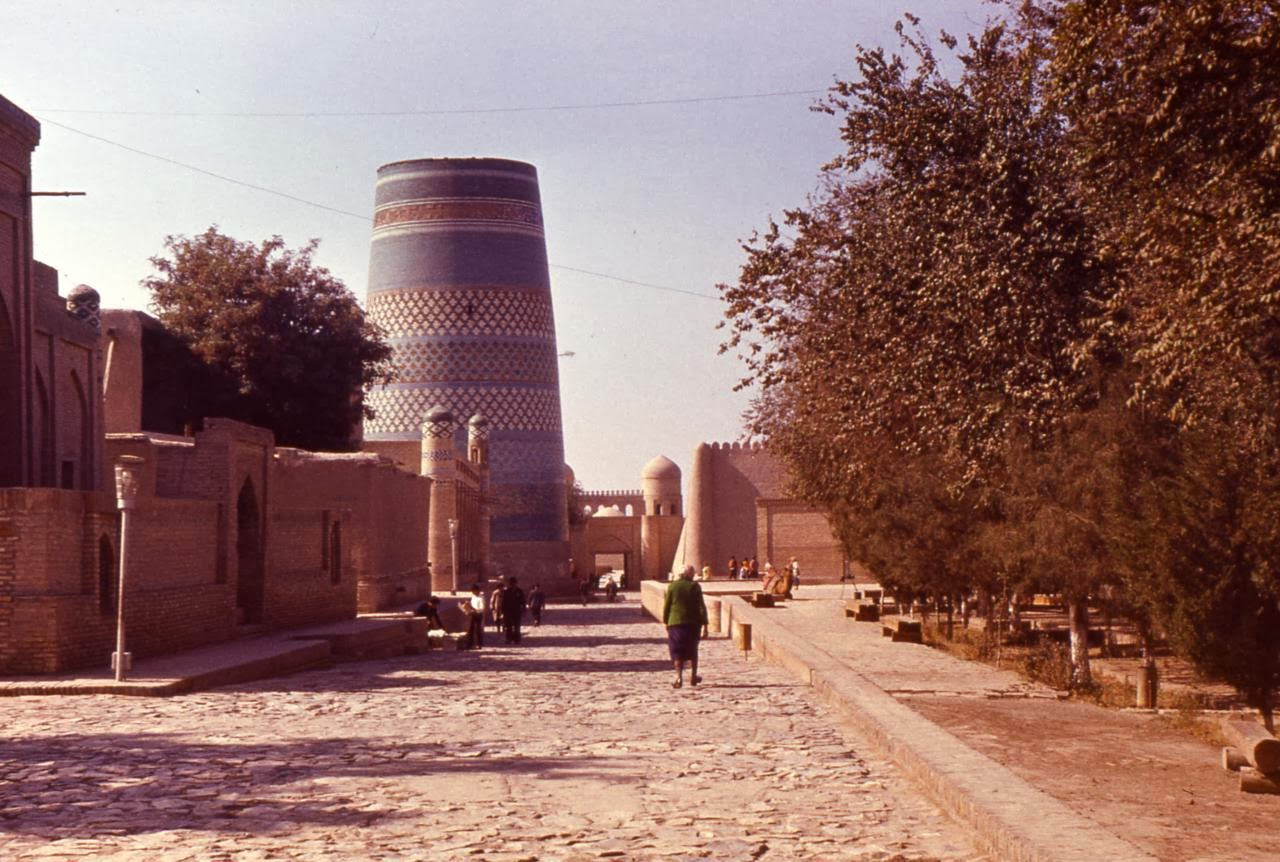
Хива, вид на Кальта-Минар
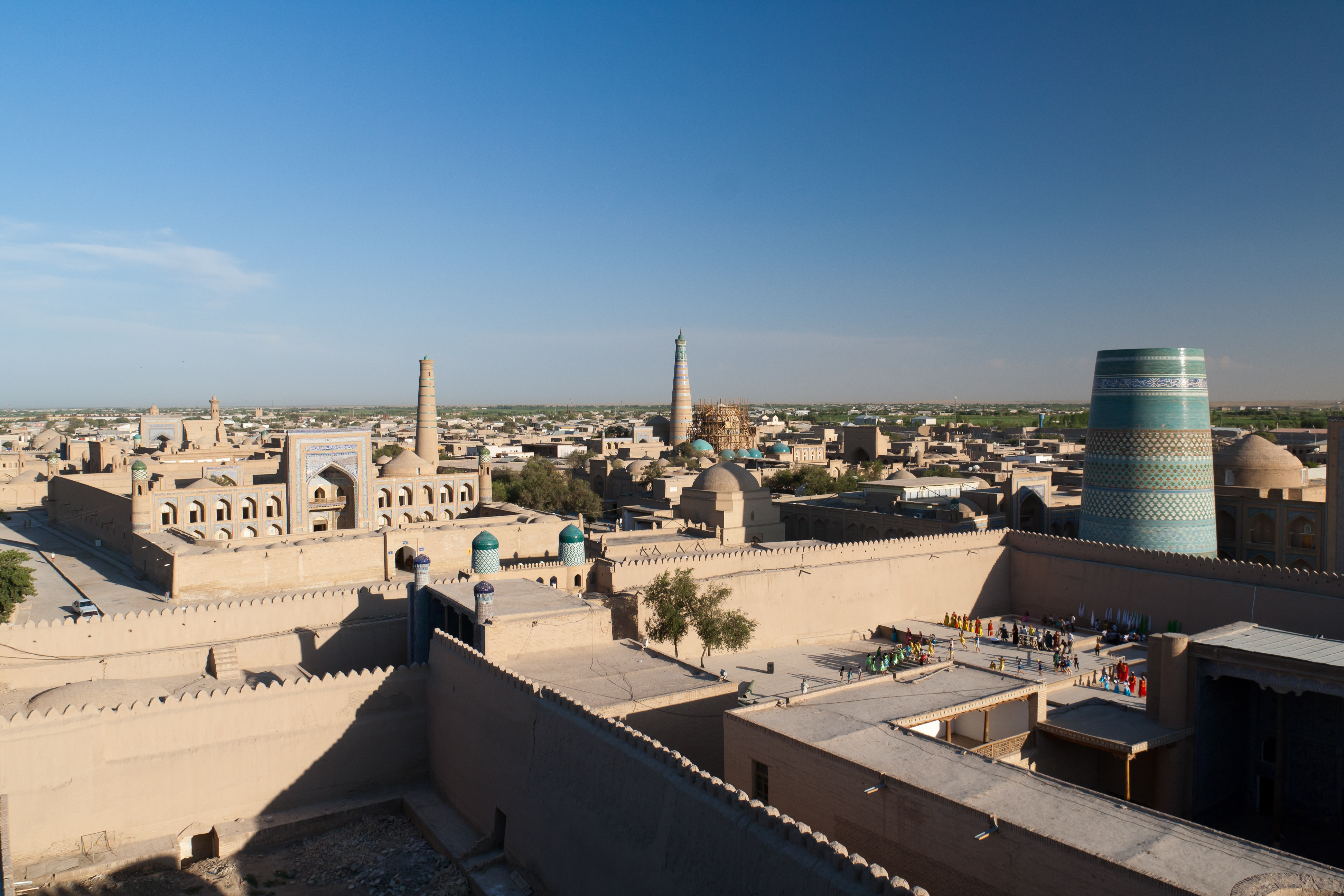
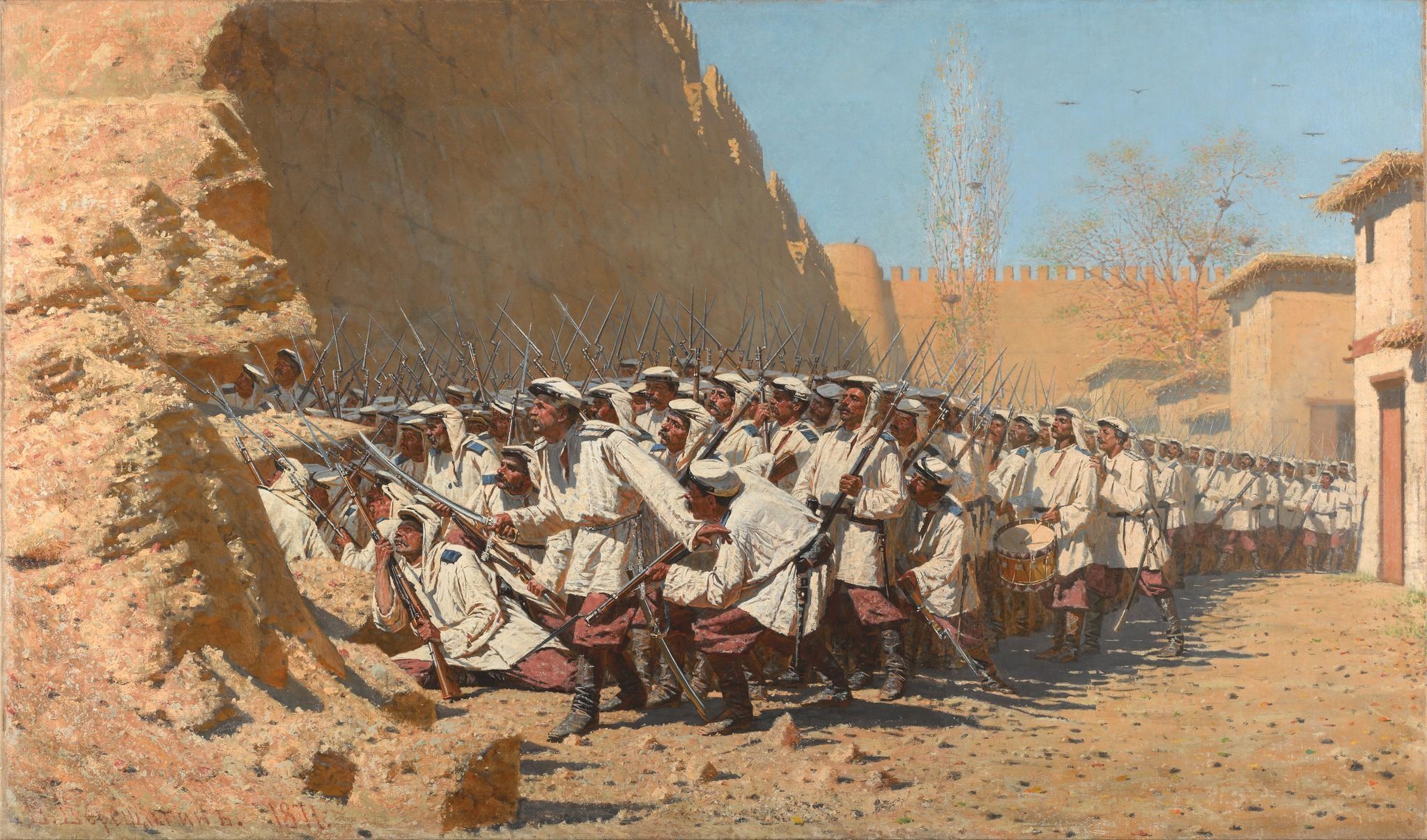
Біля фортечної стіни. "Хай увійдусь!"
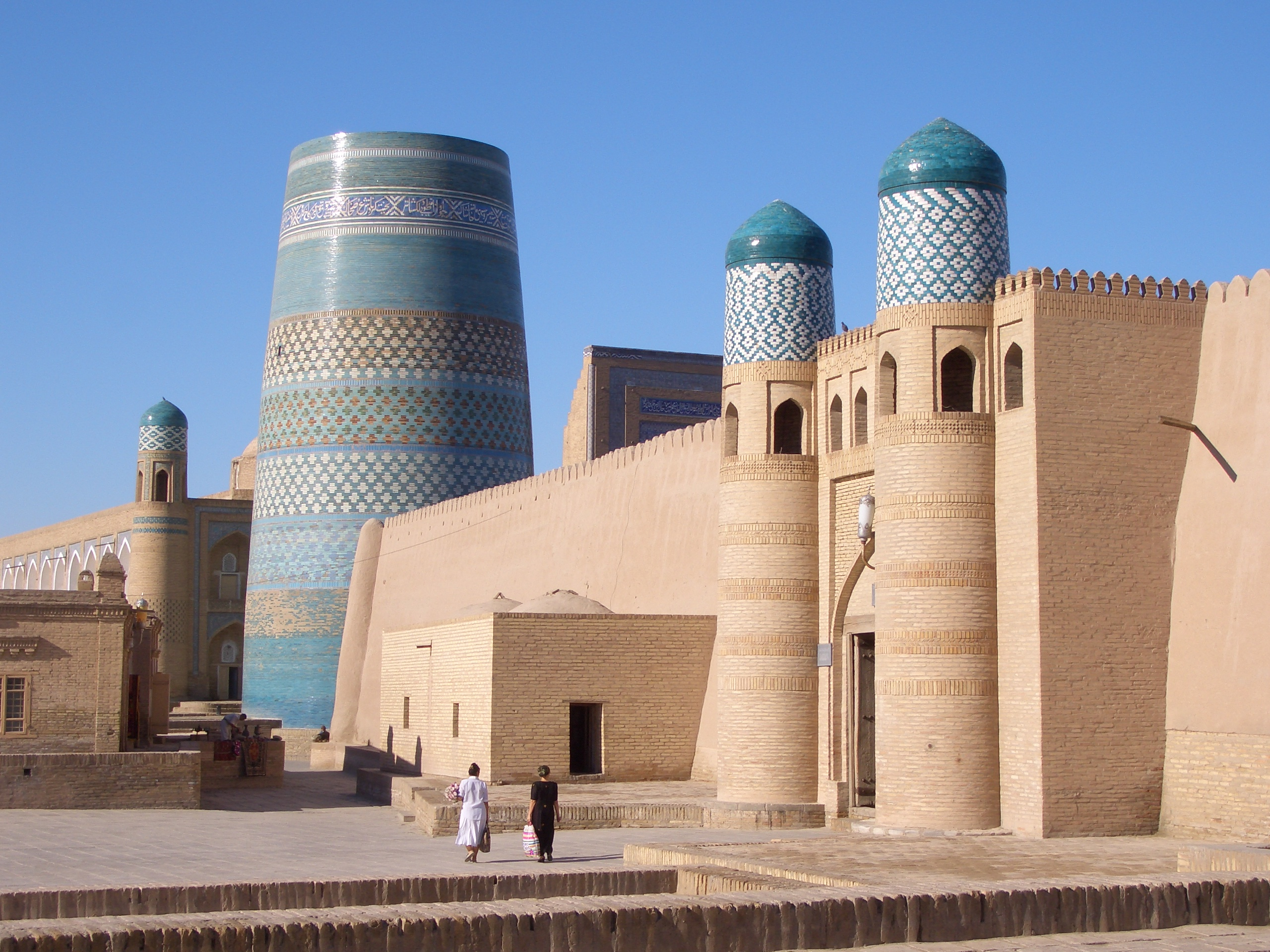
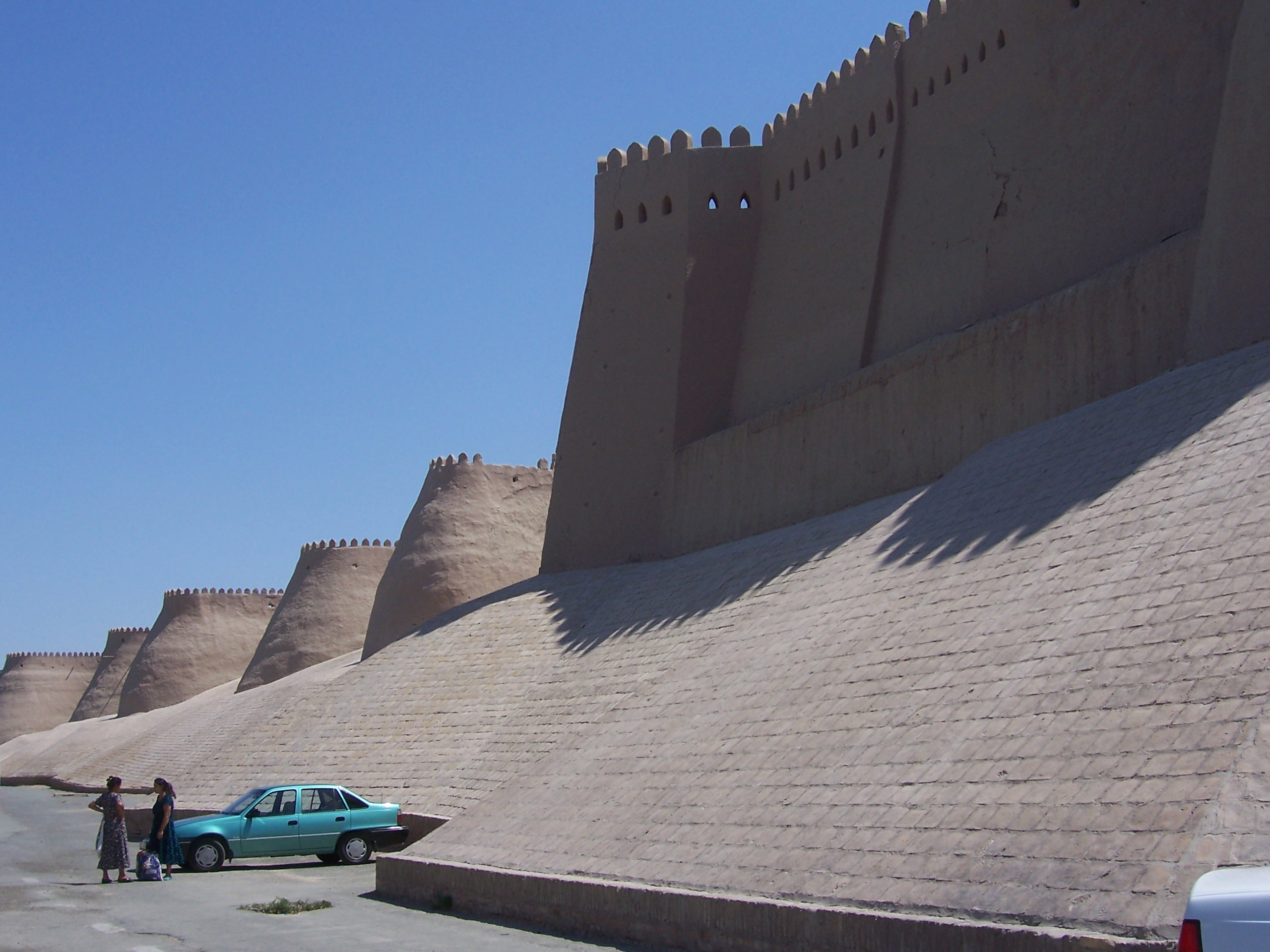
Вид на вал Ічан-Кала в Хіві.
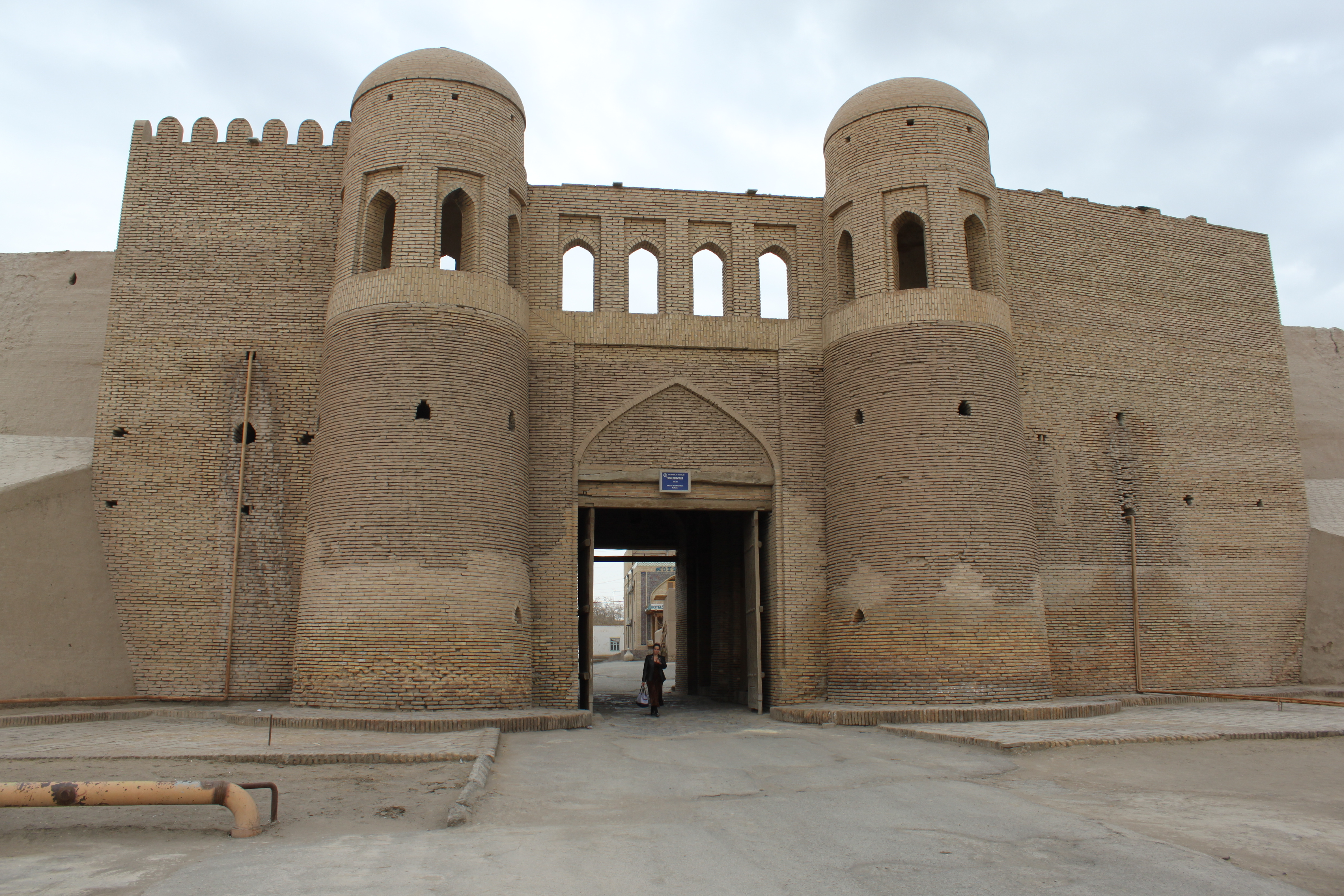
Південні ворота (Tach Darvoza) Ічан-Кала.
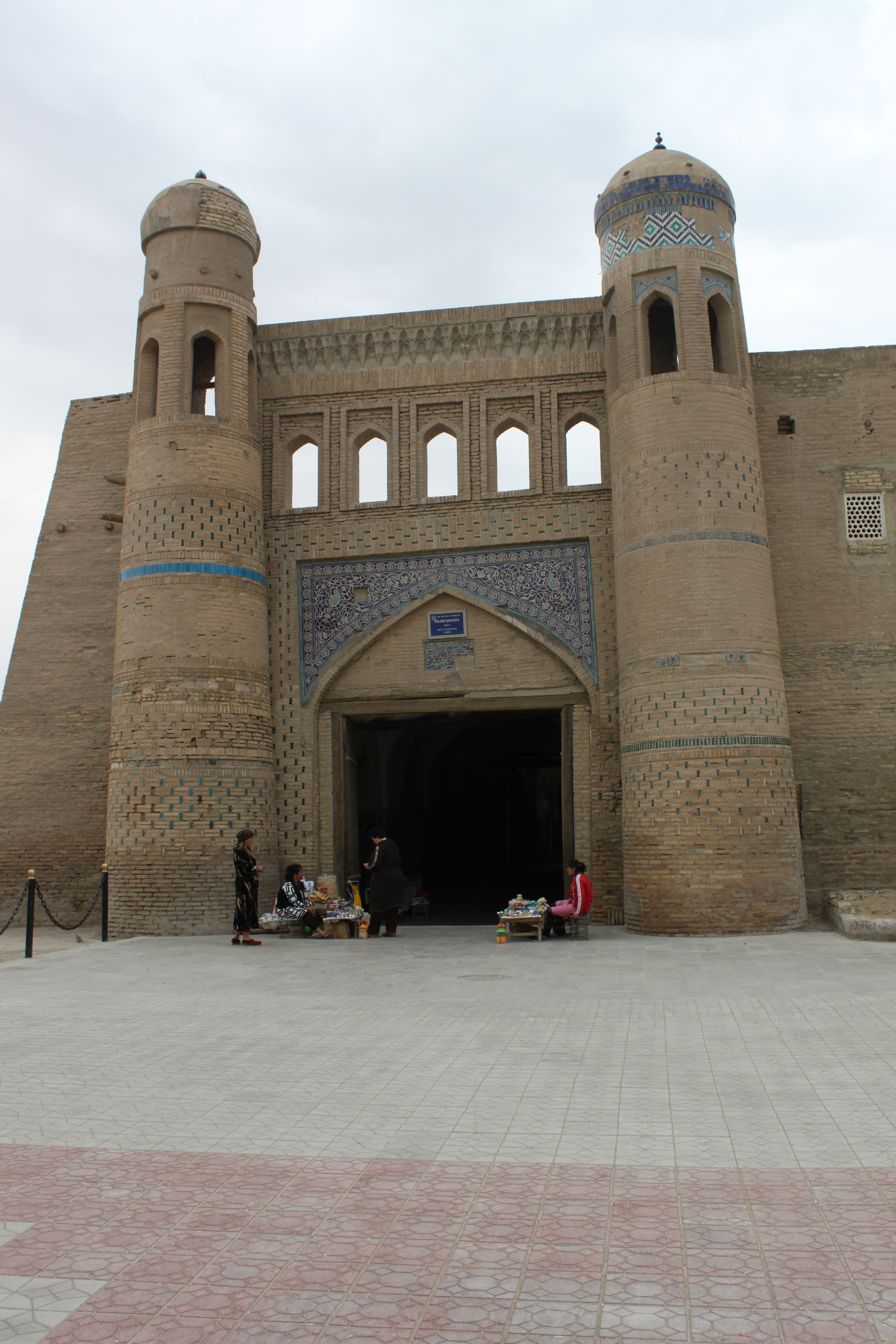
Східні ворота (Palvan Darvoza) Ічан-Кала
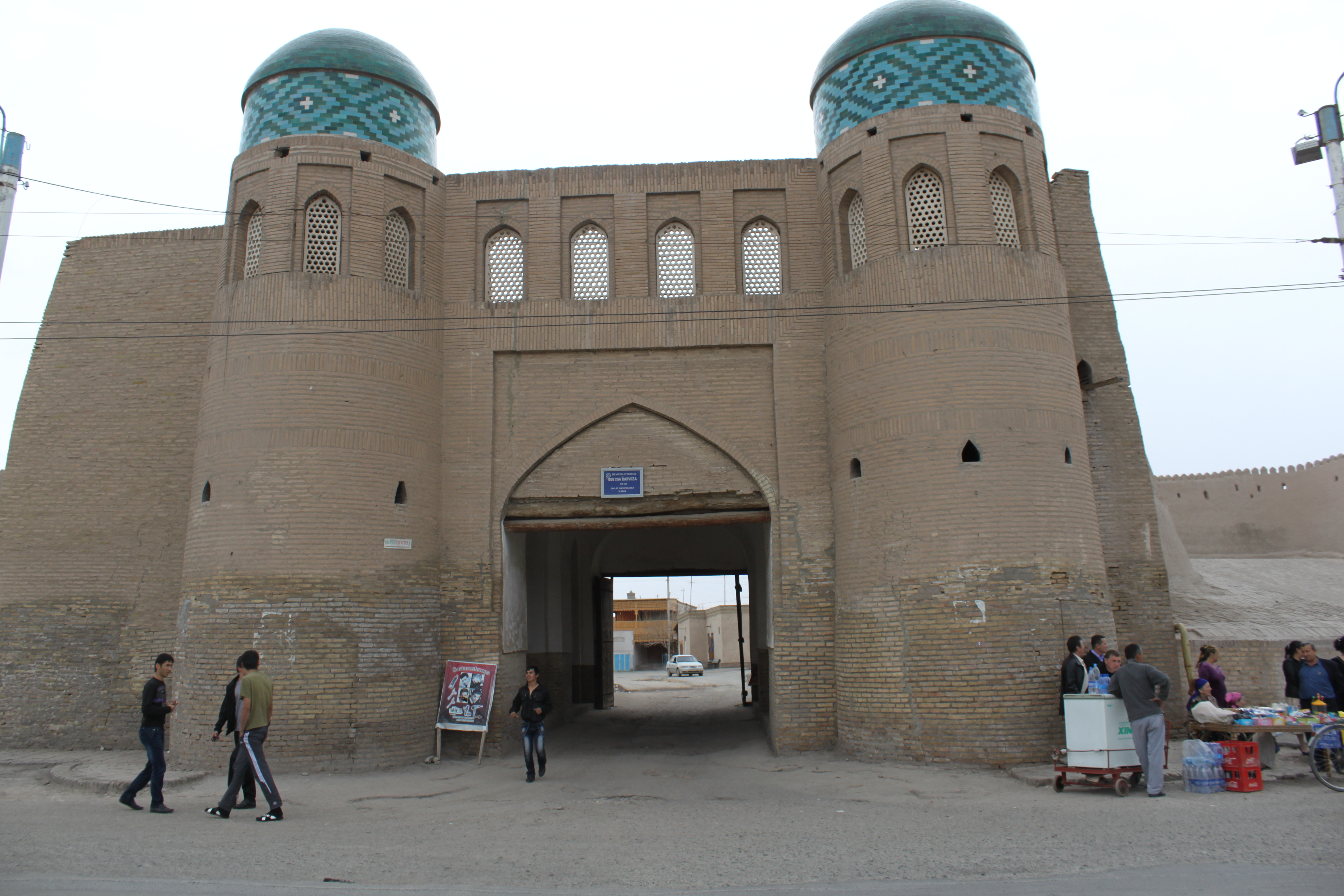
Північні ворота (Baktcha Darvoza) Ічан-Кала.
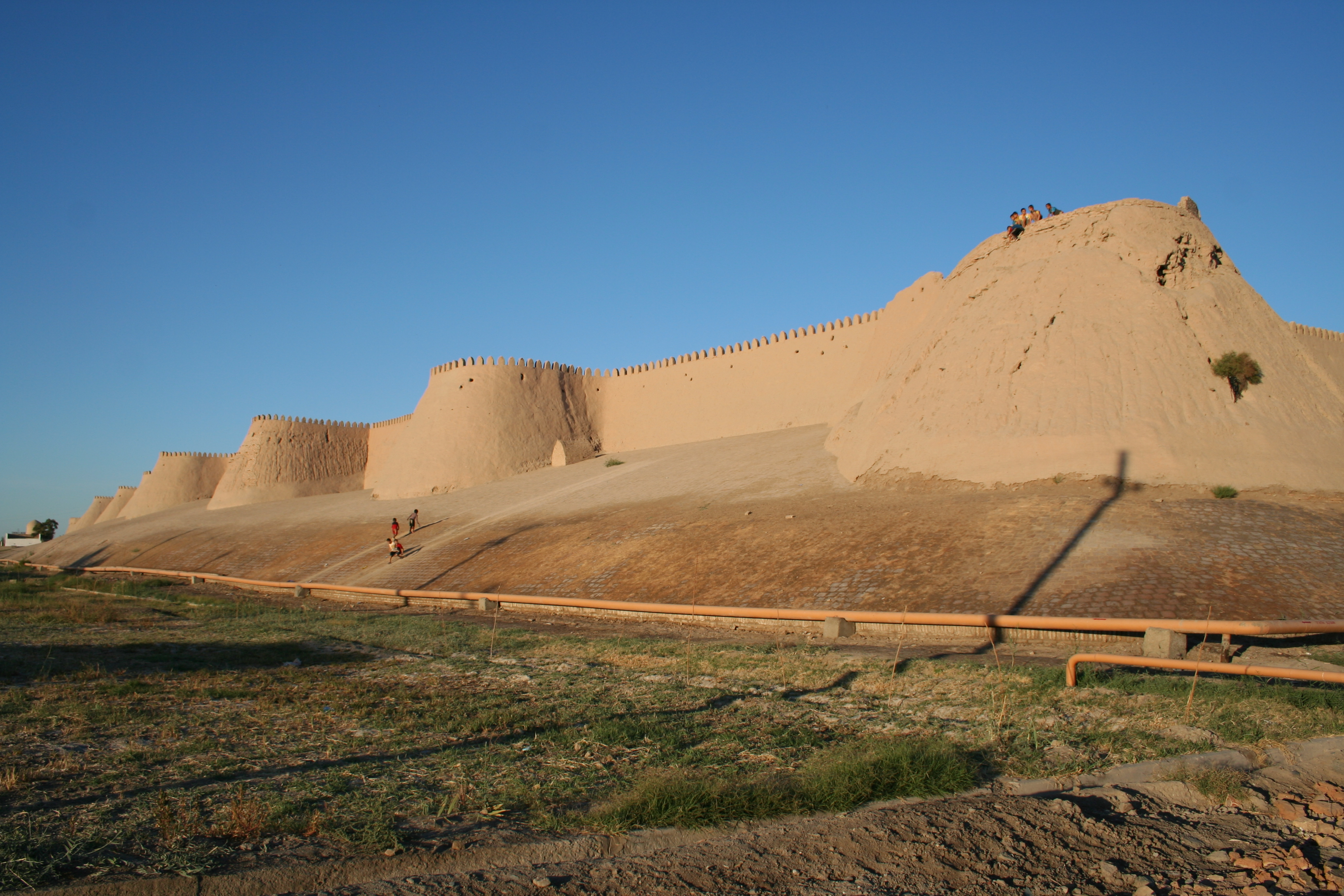
Вид на вали Ічан-Кала.
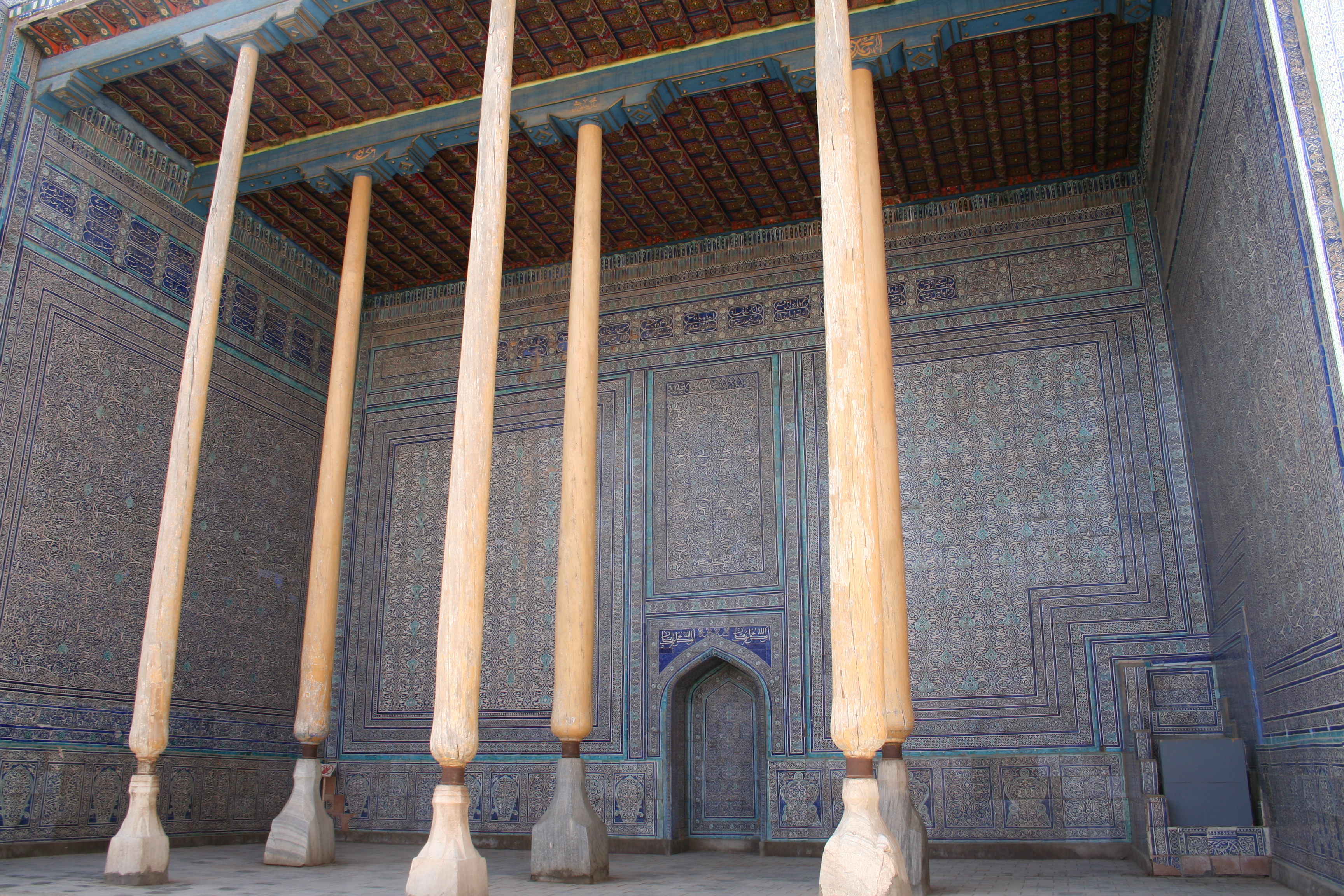
Літня мечеть.
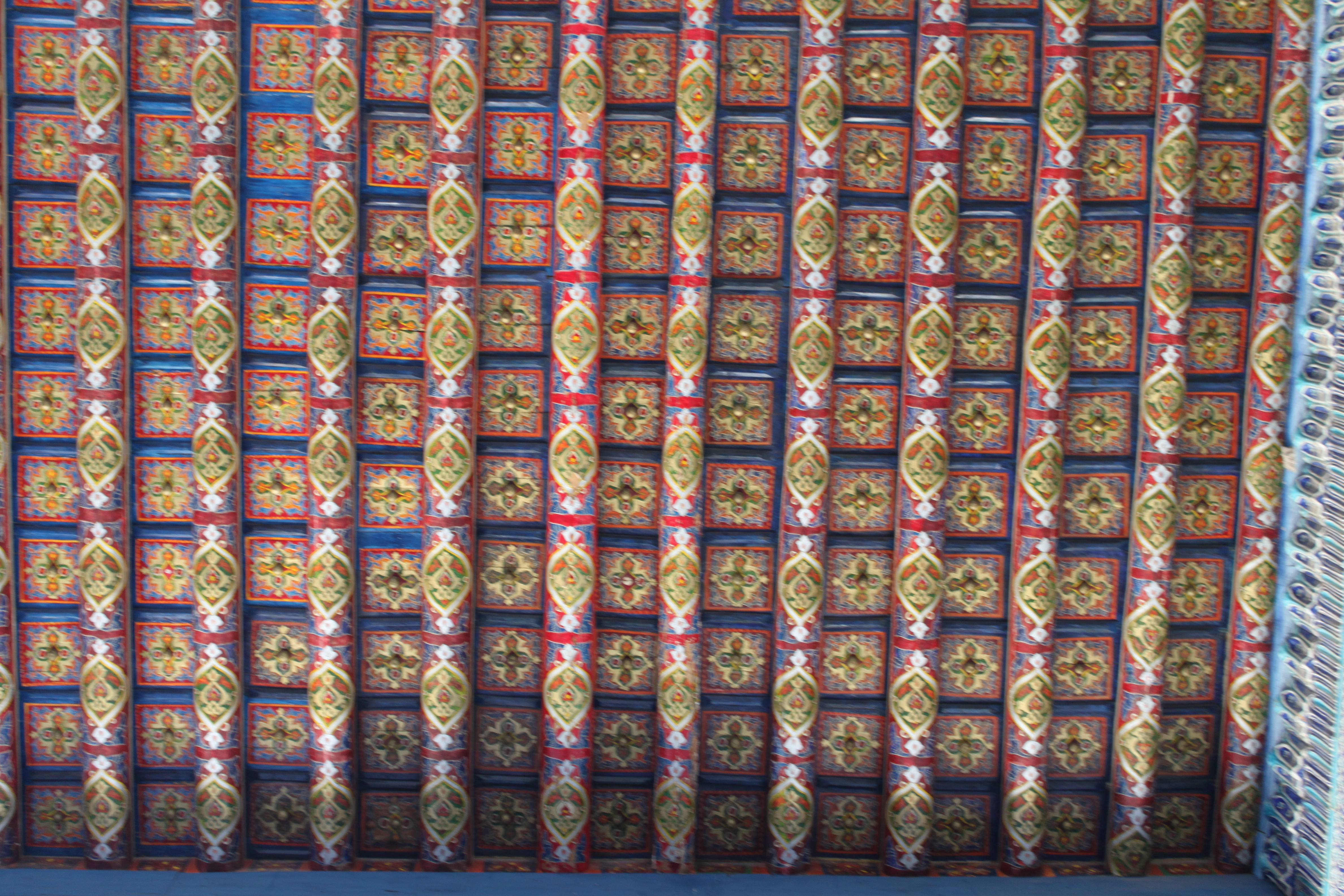
Літня мечеть: стеля айвана.
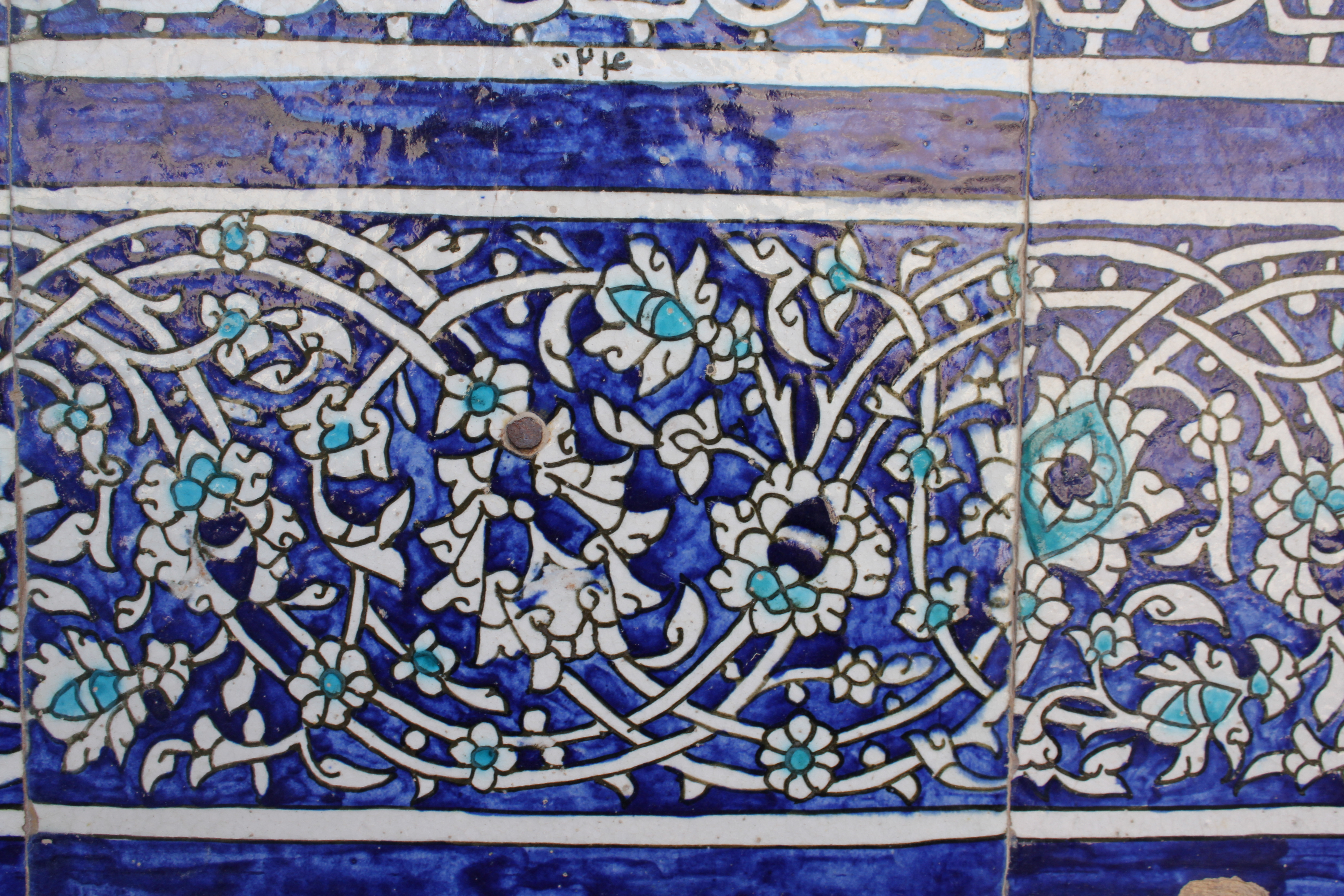
Деталь літньої мечеті.
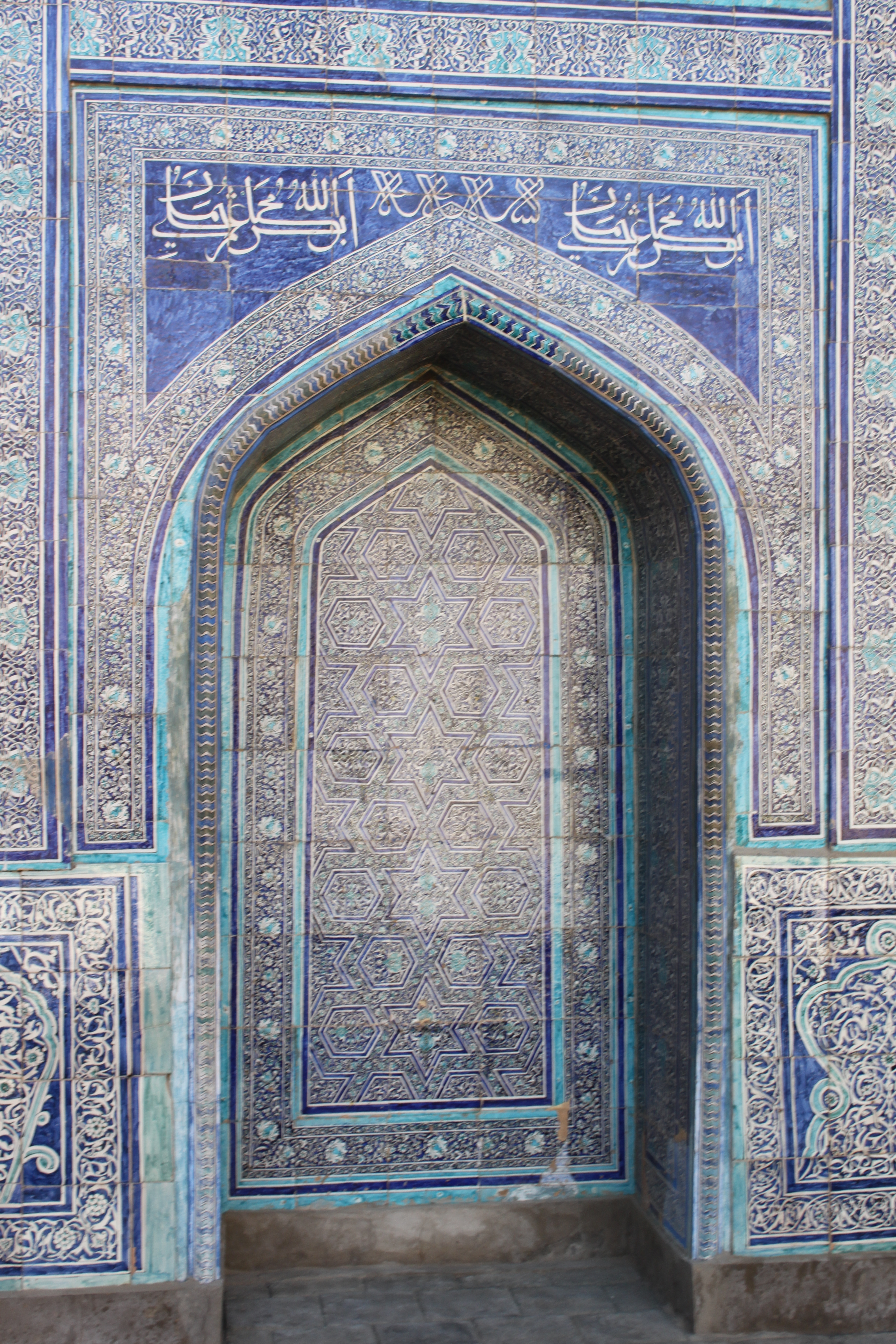
Міхраб Літньої мечеті.
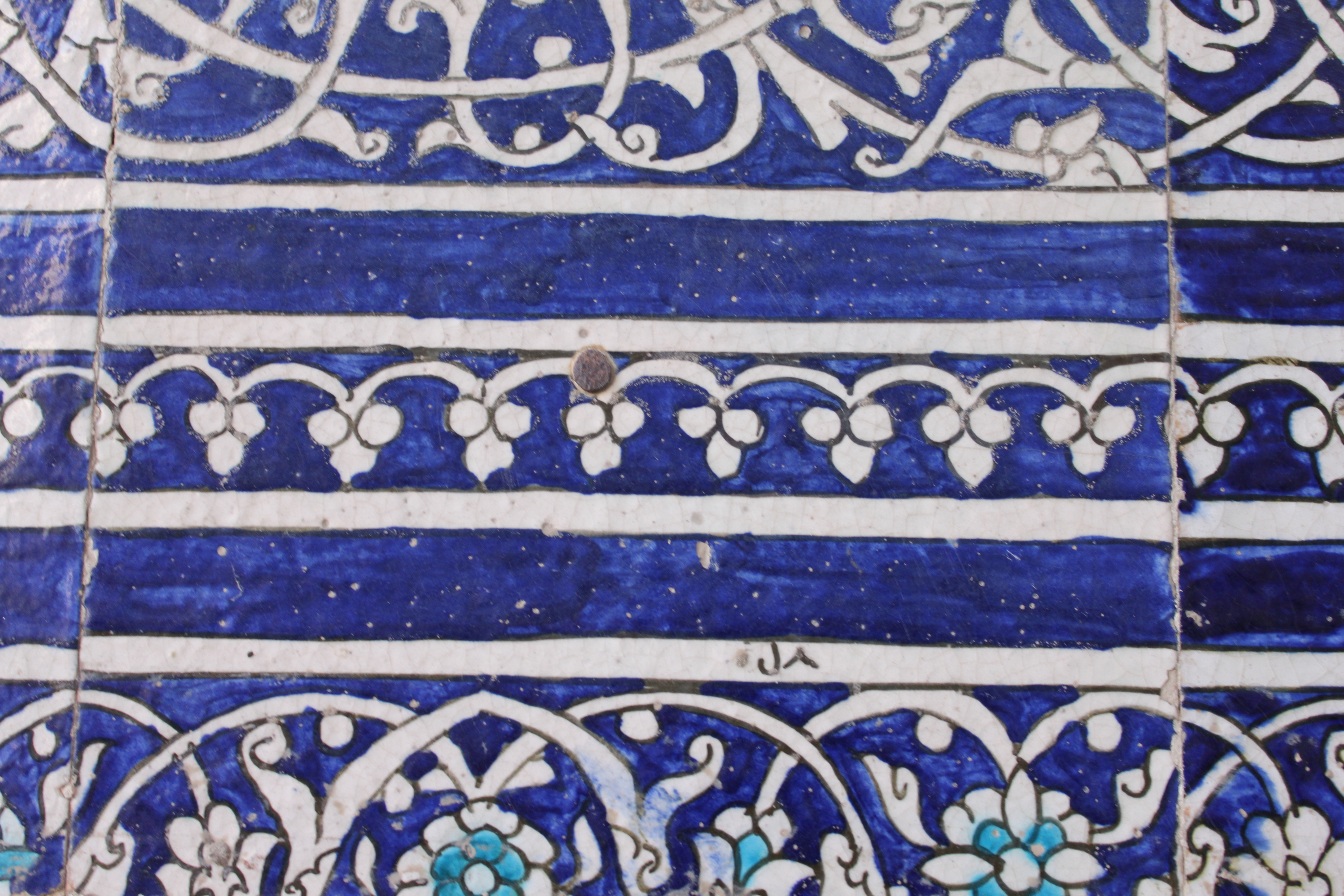
Деталь літньої мечеті.